# Descriptio Moldaviae
Descriptio Moldaviae, właśc. Descriptio antiqui et hodierni status Moldaviae (rum. Descrierea stării de odinioară și de astăzi a Moldovei) – monografia geograficzna napisana po łacinie przez Dymitra Kantemira i wydana w Berlinie w 1716 r.
Praca powstała w latach 1714-1716, podczas pobytu Kantemira w Rosji. Pisana była na zamówienie Akademii Berlińskiej, której członkiem Kantemir był od 1714 r.
Monografia podzielona została na trzy części. Pierwsza omawia geografię i gospodarkę Mołdawii (hospodarstwa mołdawskiego), druga przedstawia formy rządów, ustawodawstwo i skarbowość, trzecia natomiast zajmuje się religią i wierzeniami mieszkańców.
Monografia Descriptio Moldaviae była pierwszym naukowym opracowaniem, tak szeroko omawiającym mołdawską geografię, system polityczny, religię oraz kwestie etniczne. Niemałą wartość miała również przygotowana przez Kantemira mapa, w oparciu o którą w kolejnych latach przygotowywano nowe mapy Mołdawii. Praca Kantemira została przełożona na język niemiecki, rosyjski, grecki, później również na rumuński.